# Каазіку (Муствее)
Ка́азіку (ест. Kaasiku küla) — село в Естонії, у волості Муствее повіту Йиґевамаа.

## Населення
Чисельність населення на 31 грудня 2011 року становила 34 особи.